# 특종 (악기)

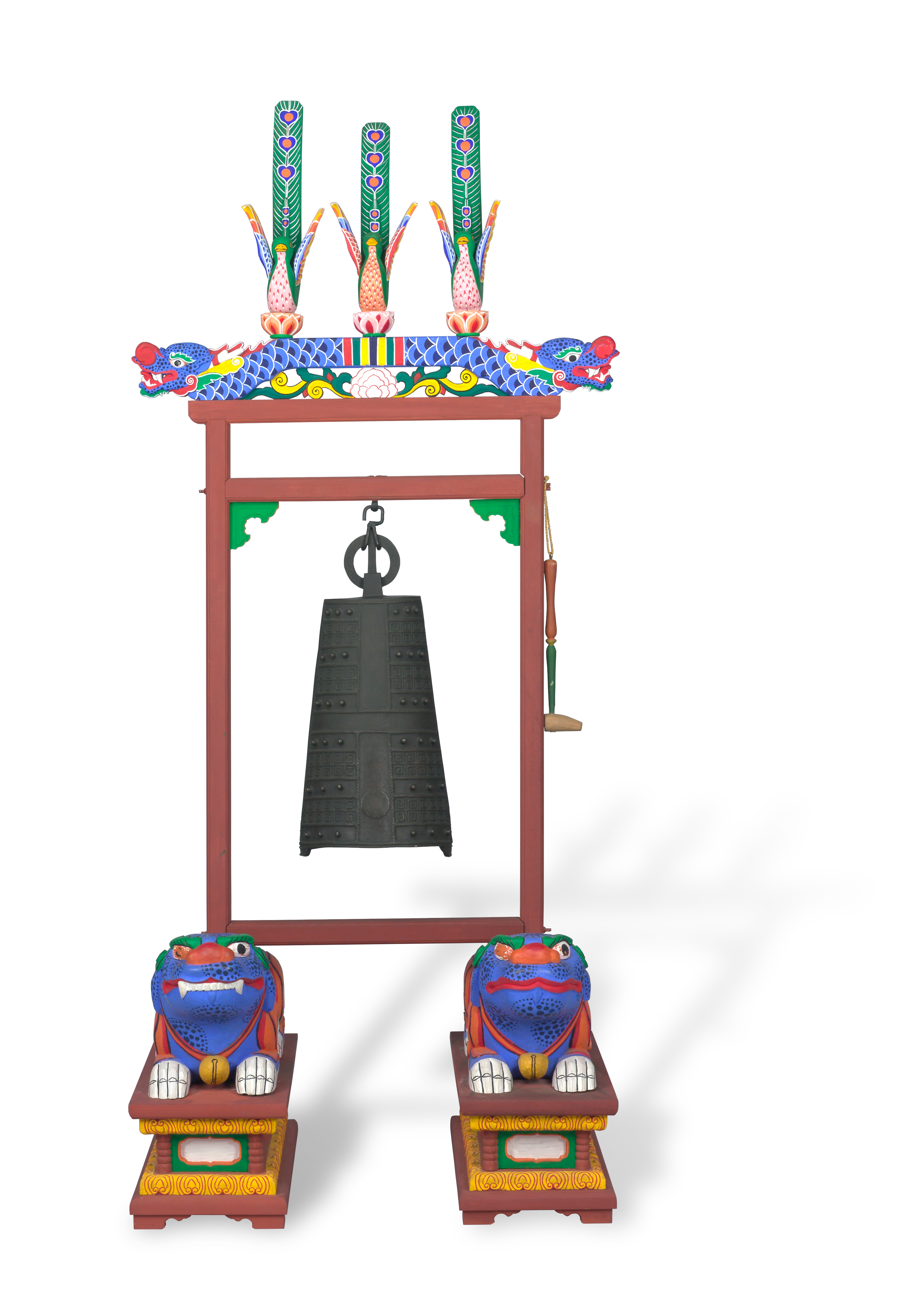
국립고궁박물관 소장 특종의 사진

특종(特鐘)은 유율(有律) 타악기의 하나이며, 금관악기이자 아악기이다. 나무대에 종 하나를 매달아 채로 친다. 
큰 종 한 개로 구성되며 편종과 연원을 같이 한다. 장식은 편종과 같고 나무틀 위에 세 마리의 공작을 세웠다. 제례악을 시작하면서 박을 치고 난 다음에 특종을 한 번 치고, 그 다음 축을 세 번, 북을 한 번 치는 것을 세 차례 반복하고 다시 특종을 한 번 치고 나면 음악이 시작된다. 현재는 문묘 제례악과 종묘 제례악에서 댓돌 위에 배치하여 노랫말 없는 음악[등가(登歌)]을 시작할 때 사용된다.
중국 고대악기로 고려 때 들어왔을 것으로 보이나 확실한 것은 알 수 없고 조선 세종 때에 쓴 기록이 있다. 지금 연주되는 특종은 황종(다·c)으로 조율하지만 예전에는 12율의 12종특종이 있었다 한다.